# Vikingarännet

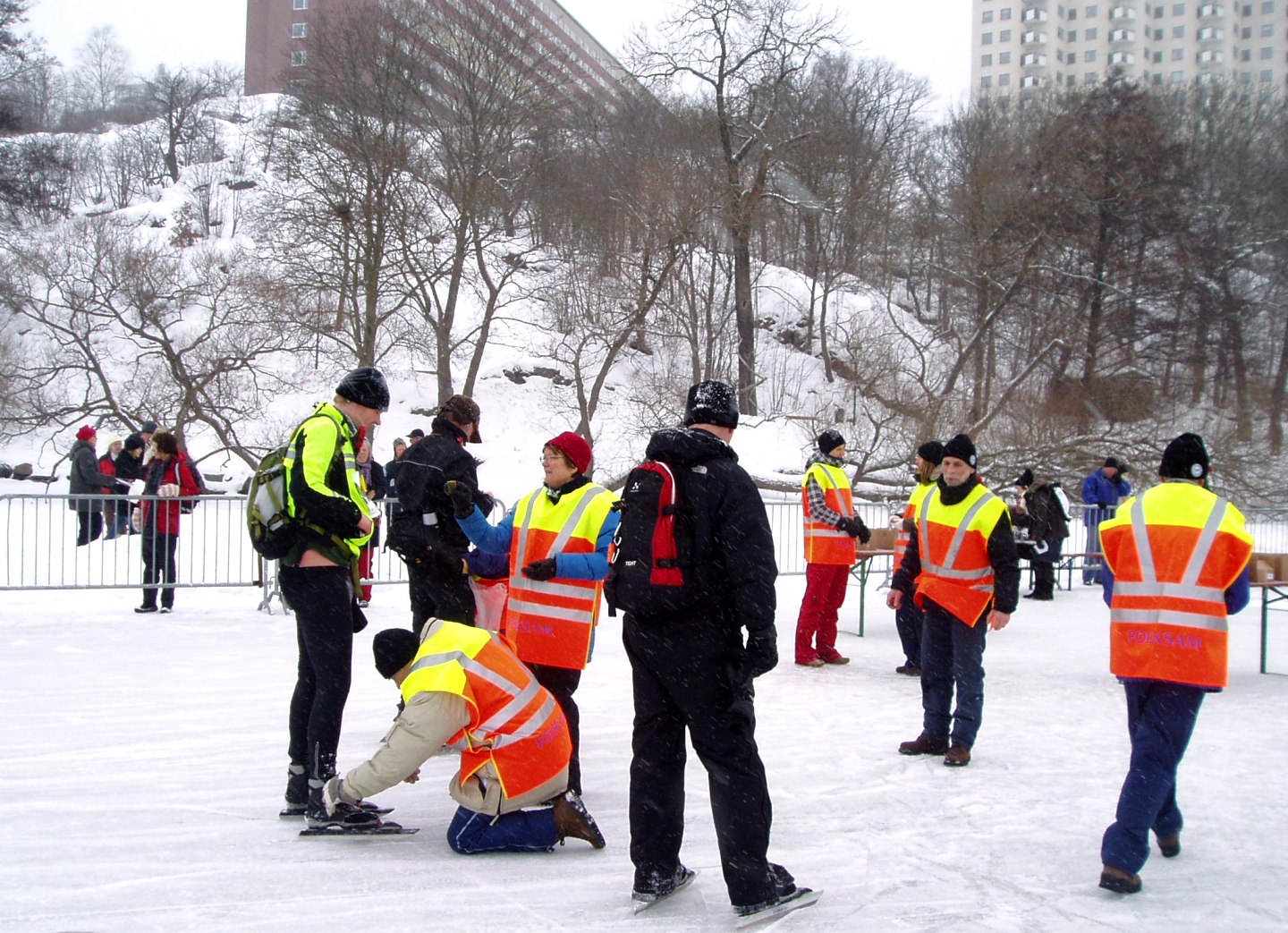
Vikingarännet 2010, deltagarna omhändertas i målområdet.

Vikingarännet var ett långlopp på skridsko på Mälaren mellan Uppsala och Stockholm, normal distans 80 kilometer. Loppet gick första gången 1999 men ställdes in flera gånger på grund av dålig is. Efter 2003 gällde därför ett flytande datum som sattes med kort varsel. Samma år tillkom det kortare alternativet Vikingaturen som var cirka 50 km. 
Loppet kördes åren 1999, 2001, 2003-2007, 2009-2013, 2016 samt 2017 som blev sista gången som Vikingarännet kördes. Alla dessa gånger kördes loppet i februari utom år 2003 då det kördes redan i januari.
Bara år 2003 kunde Vikingarännet köras från Skarholmen ända till Rålambshovsparken. År 2010 kördes det från Skarholmen till Smedsuddsbadet (nästan till Rålambshovsparken) och åren 2011 och 2012 från Skarholmen till Alvik. Loppet kördes från Skarholmen till Hässelby åren 2004, 2006, 2007, 2009 och 2013.
Av de 19 år som Vikingarännet fanns ställdes det in fem gånger: 2000, 2002, 2008, 2014 samt 2015. Åren 1999, 2001, 2005 samt 2016-2017 var stora delar av sträckningen inte åkbara men loppet genomfördes ändå, med slingor på åkbara delar av sträckningen. År 2013 var sista gången loppet kördes så långt som från Skarholmen till Hässelby. Åren 2011 och 2012 kunde det köras ända till Alvik, och 2010 ännu längre, till Smedsuddsbadet. Bara år 2003 kunde loppet köras från Skarholmen ända in på Riddarfjärden.
Hösten 2017 meddelade tävlingsorganisationen på sin Facebooksida att det inte blir något Vikingarännet 2018 och därefter avvecklades organisationen.
En kort tid efter att Vikingarännet 2018 ställdes in arrangerades ersättningsloppet Sigtunarännet där man kan åka 25 eller 50 km.

## Historik
- 1999: Loppet genomfördes på Ekoln söder om Uppsala den 13 februari.
- 2000: Loppet planerades till den 13 februari men ställdes in dagen innan på grund av dåliga isar på södra Ekoln.
- 2001: Loppet genomfördes på isarna mellan Kungsängen och Sigtuna samt på isarna på Görväln (söder om Kungsängen) den 18 februari. Hård nordlig vind rådde under dagen.
- 2002: Loppet planerades till den 17 februari, men än en gång tvingades arrangörerna ställa in det på grund av dåliga isar.
- 2003: För första gången kunde loppet genomföras med den ursprungligt tänkta sträckan.  Det gick av stapeln redan den 19 januari, med start i Skarholmen söder om Uppsala och målgång i Rålambshovsparken efter en sväng in på Riddarfjärden.
- 2004: Dåliga isar stoppade inte Vikingarännet som gick mellan Skarholmen och Hässelby den 8 februari.
- 2005: Dåliga isar gjorde att Vikingarännet fick köras med start och mål i Kungsängen via Erikssund och en slinga på Görväln. Hårda nordliga vindar, upp till 15 m/s, gjorde loppet till en utmaning för många. Loppet kördes den 19 februari.
- 2006: Vikingarännet kördes från Skarholmen till Hässelby den 19 februari. Nytt för detta år var Vikingaslingan, det vill säga att Vikingarännets bana skulle hållas plogad hela skridskosäsongen och inte bara i anslutning till loppet. Vikingaslingan gör inte extraslingan in i Gorran från Ekoln utan fortsätter rakt mot Krusenberg istället.
- 2007: Vikingarännet kördes från Skarholmen till Hässelby den 18 februari på Mälarens ovanligt bra isar.
- 2008: Loppet ställdes in den 3 mars efter att arrangörerna väntat på kallt väder in i det sista. På grund av helt utebliven is på tidigare utsatta datum seglade två vindsurfare den 25 februari en stor del av sträckan (Skarholmen-Kungsängen) i protest mot miljöförstöringen. Protesten tog 8 timmar med tio plusgrader i luften.[1]
- 2009: Vikingarännet kördes från Skarholmen till Hässelby den 15 februari på Mälarisar som var tjocka men som hade hunnit bli sprickiga. För första gången gjordes Vikingarännet "vändbart" detta år: hade vindarna varit huvudsakligen sydliga hade loppet gått från Hässelby till Skarholmen istället, men i de svaga nordvästliga vindar som rådde kördes Vikingarännet i den vanliga riktningen.[2]
- 2010: Vikingarännet kördes från Skarholmen till Smedsuddsbadet den 14 februari, alltså nästan lika långt in mot Stockholm som 2003. Isarna var bitvis dåliga och deltagarna fick promenera bredvid banan på vissa partier. Under dagen drog dimman in över banan och försvårade sikten.
- 2011: Vikingarännet kördes från Skarholmen till Alvik den 13 februari. 2 500 åkare deltog i tävlingen.[3]
- 2012: Vikingarännet kördes den 19 februari, från Skarholmen till Alvik. Isarna var i dåligt skick (frånsett första milen). Mycket vatten på isen och mjuk is där skridskorna skar ned fick 400–500 av 2 300 att avbryta (källa Upsala Nya Tidning). Särskilt sista 7 km var väldigt svåråkta.
- 2013: Vikingarännet kördes den 10 februari, från Skarholmen till Hässelby.
- 2014: Vikingarännet blir inställt av det milda vädret, det var planerat till 16 februari.[4]
- 2015: Vikingarännet blir återigen inställt till följd av mildväder. Det var planerat till 8 februari[5] på Drevviken som fyra varv längs den 20 km långa banan där.
- 2016: Vikingarännet kördes den 14 februari två varv på en 40 km lång rundbana mellan Erikssund och Roparudden med start och mål i Sigtuna. Vanns av Fredrik Östedt.
- 2017: Vikingarännet skulle ha körts den 12 februari men sköts fram en vecka till den 19 februari då det kördes två varv på en 40 km lång rundbana mellan Erikssund och Roparudden.
- 2018: Vikingarännet inställt och senare nedlagt av ekonomiska skäl. Premiär för ersättningsloppet Sigtunarännet.

Vikingarännet har arrangerats av Friluftsfrämjandet och Svenska Skridskoförbundet. Varumärket Vikingarännet ägs av Friluftsfrämjandet.